# 中甸独活
中甸独活（学名：Heracleum forrestii）为伞形科独活属的植物，是中国的特有植物。分布在中国大陆的云南等地，生长于海拔3,300米至3,900米的地区，一般生长在山坡林间草坡沟边，目前尚未由人工引种栽培。